# Абевил (Луизијана)
Абевил (енгл. Abbeville) град је у америчкој савезној држави Луизијана.

## Демографија
По попису из 2010. године број становника је 12.257, што је 370 (3,1%) становника више него 2000. године.
| Група             | 2000.         | 2010.         |
| Белци             | 6.359 (53,5%) | 5.987 (48,8%) |
| Афроамериканци    | 4.584 (38,6%) | 5.029 (41,0%) |
| Азијати           | 654 (5,5%)    | 635 (5,2%)    |
| Хиспаноамериканци | 229 (1,9%)    | 385 (3,1%)    |
| Укупно            | 11.887        | 12.257        |